# The Resurrection of Broncho Billy
The Resurrection of Broncho Billy è un cortometraggio western del 1970 diretto da James R. Rokos e interpretato da Johnny Crawford.
Il film ha vinto il Premio Oscar 1971 come Miglior Cortometraggio.

## Trama
Un ragazzo che vive in una grande città negli anni '70, sogna di rivivere il vecchio West e incontrare i personaggi dell'epoca.